# Winslow (Nebraska)
Winslow és una població dels Estats Units a l'estat de Nebraska. Segons el cens del 2000 tenia 104 habitants.

## Demografia
Segons el cens del 2000, Winslow tenia 104 habitants, 41 habitatges, i 30 famílies. La densitat de població era de 669,2 habitants per km².
Dels 41 habitatges en un 31,7% hi vivien nens de menys de 18 anys, en un 61% hi vivien parelles casades, en un 7,3% dones solteres, i en un 26,8% no eren unitats familiars. En el 22% dels habitatges hi vivien persones soles el 7,3% de les quals corresponia a persones de 65 anys o més que vivien soles. El nombre mitjà de persones vivint en cada habitatge era de 2,54 i el nombre mitjà de persones que vivien en cada família era de 2,97.
Per edats la població es repartia de la següent manera: un 23,1% tenia menys de 18 anys, un 14,4% entre 18 i 24, un 30,8% entre 25 i 44, un 24% de 45 a 60 i un 7,7% 65 anys o més.
L'edat mediana era de 36 anys. Per cada 100 dones de 18 o més anys hi havia 105,1 homes.
La renda mediana per habitatge era de 25.000 $ i la renda mediana per família de 50.625 $. Els homes tenien una renda mediana de 25.000 $ mentre que les dones 20.000 $. La renda per capita de la població era de 14.766 $. Cap de les famílies i el 5% de la població estaven per davall del llindar de pobresa.

## Poblacions més properes
El següent diagrama mostra les poblacions més properes.